# Geospiza difficilis
Geospiza difficilis là một loài chim trong họ Thraupidae.
Loài này Liên minh Bảo tồn Thiên nhiên Quốc tế phân loại là loài ít quan tâm và là loài bản địa quần đảo Galápagos ở Ecuador. Loài này có khối lượng khoảng 20 gam và con trống có bộ lông màu đen, trong khi con mái có bộ lông màu nâu sọc. Loài chim sẻ này được Richard Bowdler Sharpe mô tả vào năm 1888.
Loài chim sẻ mỏ mảnh, tương đối nhỏ này là loài đặc hữu của quần đảo Galápagos, nơi chúng được tìm thấy trên quần đảo Fernandina, Santiago, Pinta, Genovesa, Darwin và Wolf. Trên ba hòn đảo đầu tiên, loài này sinh sản ở vùng cao nguyên ẩm ướt và phân tán sau đó, nhưng trên các hòn đảo nhỏ hơn và thấp hơn còn lại, loài chim sẻ mỏ nhọn được tìm thấy ở vùng khô hạn quanh năm. Do môi trường sống bị phá hủy, phạm vi của nó đã giảm. Trước đây nó cũng có mặt ở các vùng cao của một số hòn đảo khác, và có thể nó vẫn còn xuất hiện trên Isabela.
Cả chim sẻ ma cà rồng và chim sẻ Genovesa đều được coi là phân loài. Liên minh các nhà điểu học quốc tế đã tách chúng ra, trong khi các cơ quan phân loại khác vẫn coi chúng là cùng loài.